# Плявиняс

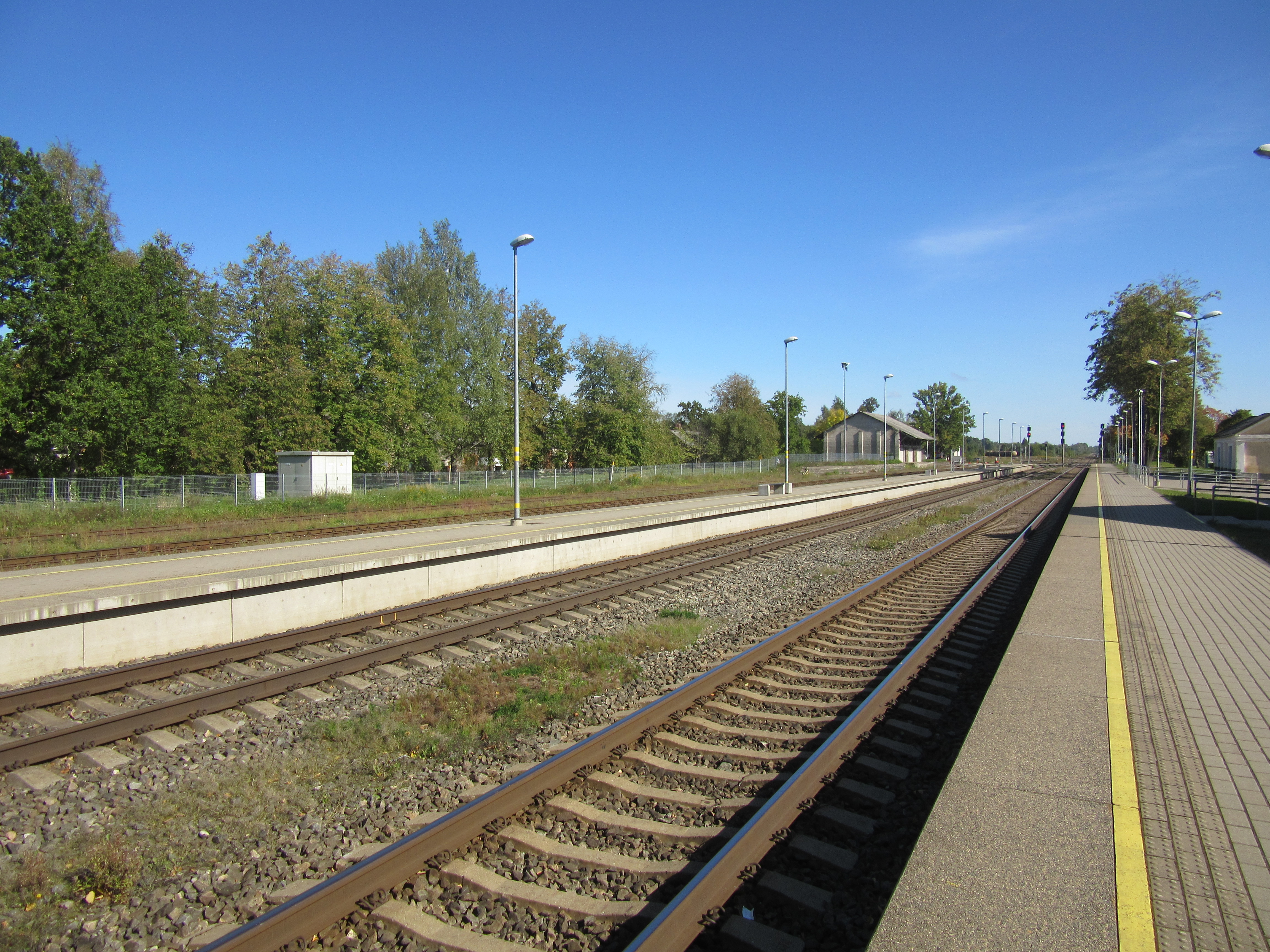
Железнодорожная станция Плявиняс

Пля́виняс (латыш. Pļaviņasо файле, ранее назывался Штокмансгоф, нем. Stockmannshof) — небольшой город в Латвии, в составе Айзкраукльского края.
Город растянут вдоль реки Даугава у водохранилища Плявинской ГЭС, названной в честь города, хотя сама ГЭС находится в городе Айзкраукле, в 40 км от Плявиняс.
В 1956 году к Плявиняс был присоединён город Гостини.
В западной части города расположено крупное предприятие по разработке доломитовых месторождений ООО «Pļaviņu DM».

## Название
Возникший во второй половине XIX века населённый пункт получил своё название по самому большому в поселении крестьянскому дому «Pļaviņas». Вероятно, название произошло от трактира Plawe, отмеченного ещё в 1791 году в атласе Меллина и располагавшегося в районе современного дома культуры. Трактир был местом собраний и отдыха плотогонов, перегонявших плоты по многочисленным в тех краях порогам Даугавы.

## История

#### Городище и замок
Наиболее древние свидетельства существования регулярных поселений в районе современных Плявиняс относятся к III—V векам н. э. и известны по археологическим находкам из городища Локстенес, предположительно основанного народом селов. Интенсивный рост поселения начинается с приходом латгалов в V—VI веках и продолжается вплоть до середины XI века.
Первое упоминание основанного на месте городища подчинённого архиепископу замка Lokesten относится к первой половине 1354 года. Был разграблен войском великого князя литовского Кейстута в ходе литовского вторжения 1375 года. Имевший большое стратегическое значение замок был восстановлен и осуществлял свои функции по меньшей мере до начала второй четверти XV века, покуда не утратил своё значение в связи с прекращением литовских походов.
15 сентября 1437 года рижский архиепископ передал замок и поместье в ленное владение рыцарю Иоганну Локсте (чья фамилия произведена от названия речки и замка) и его приемному сыну Аренду Штокману, после унаследовавшему всё имущество. К XVII веку по фамилии потомков последнего для края укрепилось название Стукманьского имения (Stockmanns hof).

#### Современный город
Возникший на территории Штокманской волости населённый пункт под названием Плявиняс известен со второй половины XIX века. Развитие посёлка связано со строительством Риго-Орловской железной дороги и её открытием в 1861 году. В 1878 году открывается аптека, в 1894 году построена стекольная фабрика, впоследствии разрушенная во время первой мировой войны. На рубеже веков в Плявиняс уже находилось множество складов и торговых точек, почтовая станция, железнодорожная станция, предприятия по добыче и обжигу доломита, постоялый двор и два трактира. В 1902 году открыта Штокманско-Вецгулбенская узкоколейная железнодорожная линия.
В 1917 году в Плявиняс установилась советская власть. В 1918 году в Штокманской волости был организован временный революционный комитет, занимавшийся организацией становления советской власти в прилегающих волостях. В посёлке был создан т. н. Малиенский (Вецгулбенский) революционный трибунал.
Во время боёв за независимость республики власть большевиков была свергнута, и в июле 1919 года в Плявиняс передислоцировался штаб Курземской дивизии. Вскоре здесь был основан штаб всего Восточного фронта, командование над которым здесь же принял Янис Балодис. 16 октября 1919 года Я. Балодис был провозглашён главнокомандующим латвийской армии. В память этих событий в 1934 году здесь была установлена мемориальная доска.
Права города были присвоены 26 апреля 1927 года, одновременно с присоединением к Плявиняс соседнего населённого пункта Гостини. Однако в 1930 году по просьбе жителей Гостини был исключён из состава города.
В 1949 году город стал районным центром. Здесь находился исполнительный комитет, районные суд и прокуратура, финансовое отделение и банк. В 1956 году город Гостини снова вошёл в состав города. В 1959 году район был ликвидирован.
В конце 1960-х — начале 1970-х годов в 30 км к западу от города началось строительство одноимённой с городом крупнейшей в Прибалтике гидроэлектростанции Плявиньской ГЭС и создание одноимённого водохранилища, вследствие чего была затоплена большая часть живописной долины Даугавы и множество памятников природы и истории, в том числе легендарный утёс Стабурагс. В связи с затоплением прибрежных улиц города часть населения была переселена в новые четырёхэтажные здания. Городище Локстенес так же было затоплено.

## Транспорт

### Железнодорожный транспорт
Станция Плявиняс на линии Рига — Крустпилс.
Начало железнодорожной линии Плявиняс — Гулбене.

### Автодороги
- В Плявиняс начинается региональная автодорога P37 Плявиняс (Гостини) — Мадона — Гулбене.
- По окраине города проходит автодорога A6 Рига — Даугавпилс — Краслава — Патерниеки.

## Достопримечательности

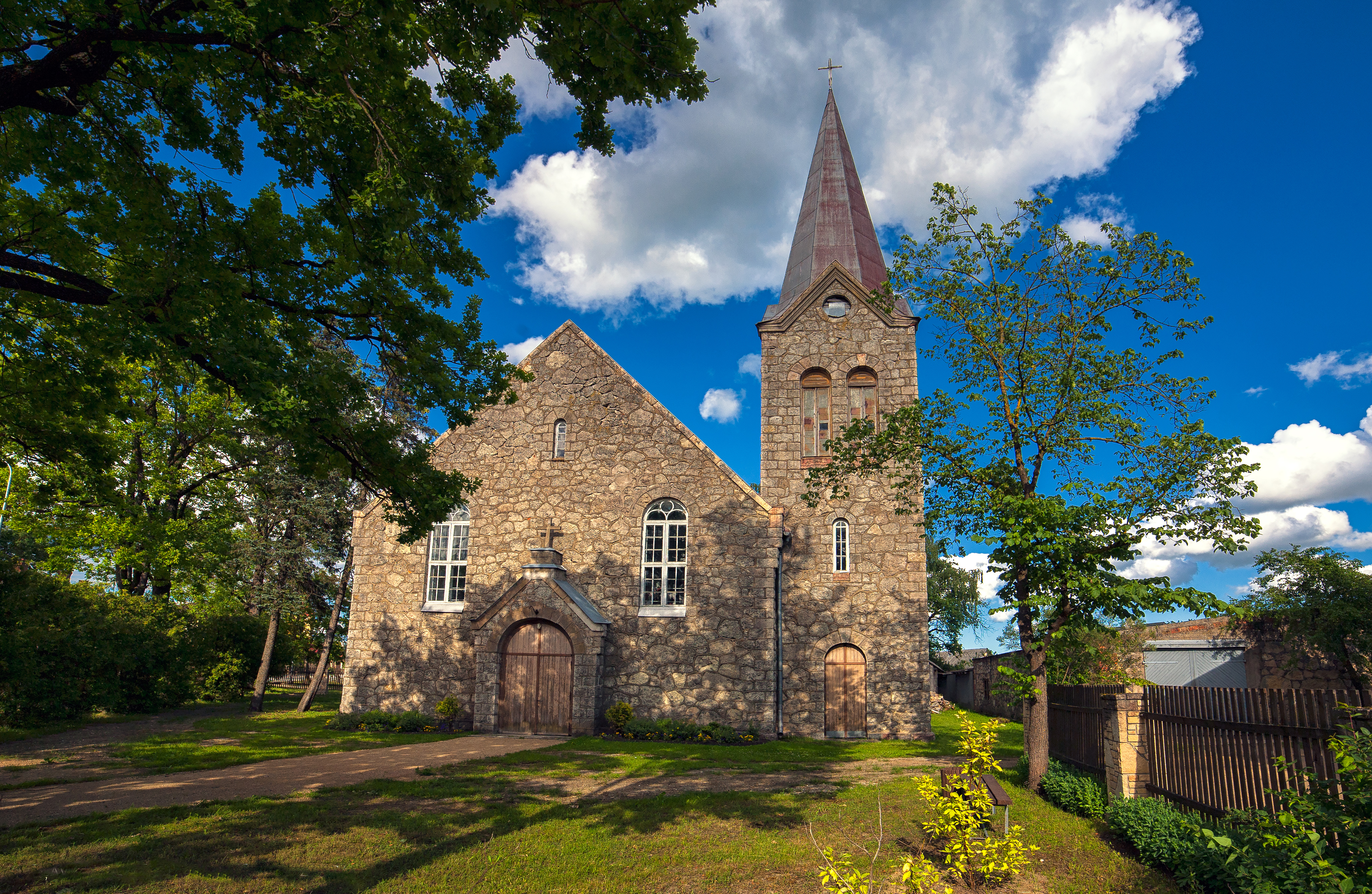
Лютеранская церковь Св. Петра

- Звиедру Сканстс (латыш. Zviedru Skansts) — основанные шведским войском во время польско-шведских войн (1600—1629) при впадении Айвиексте в Даугаву мощные редуты, частично сохранившиеся до наших дней.
- Лютеранская церковь Св. Петра (1911—1912)
- Лютеранская церковь в Гостини (1828—1830)

## Значимые уроженцы города
- Иван Яковлевич Спрогис (1835—1918) — российский историк, археограф, этнограф.
- Инесе Яунземе (1932—2011), советская латвийская метательница копья, хирург-ортопед и специалист в пластической хирургии.
- Марис Бружикс (р. 1962), советский и латвийский легкоатлет, специалист по тройному прыжку.
- Раймондс Бергманис (р. 1966), латвийский государственный деятель, бывший министр обороны Латвии (2015—2019).